# Ultraciclismo
L'ultraciclismo (dall'inglese Ultracycling) è una specialità del ciclismo, che consiste nel gareggiare su lunghe distanze, con bici da strada, mountain bike e handbike.
Le gare di ultraciclismo possono essere su strade aperte (l'atleta dovrà rispettare il codice della strada) oppure su circuito chiuso.
Le gare di ultraciclismo sono aperte a atleti ambosessi, ed è possibile parteciparvi in differenti categorie:
- Solitario (con auto di supporto): un atleta (ultraciclista) pedala mentre la sua auto di supporto (ammiraglia) lo assiste e lo segue. La crew all'interno del veicolo di supporto deve essere pronta a rifocillare l'atleta, oltre a dettargli i tempi delle pause.
- Solitario (senza auto di supporto): un atleta (ultraciclista) affronterà il percorso in solitaria, senza supporto di veicoli o crew, e dovrà provvedere personalmente al proprio sostentamento ed ai cambi di abbigliamento.
- Teams (con auto di supporto): i teams solitamente sono composti da 2-4-6-8 atleti, ed a seconda del chilometraggio di gara i teams possono avere più o meno atleti partecipanti, sono delle squadre staffette con strategia di gara libera (non sono previsti limiti minimi o massimi di cambio tra gli atleti, né un minimo o massimo di chilometri che ogni atleta del team deve percorrere).

Ultima nata tra le specialità del ciclismo, l'ultraciclismo non è ancora stato riconosciuto ufficialmente dall'Unione Ciclistica Internazionale (UCI).

## Differenze con endurance e randonnée
Le caratteristiche del Ultraciclismo lo rendono una disciplina facilmente, ed erroneamente, assimilabile alle gare di endurance o alle randonnées.
Con endurance è possibile identificare tutte le discipline di "durata", come anche le ultramaratone podistiche. La disciplina delle randonneé invece non prevede il carattere agonistico presente sia nell'ultraciclismo che nel endurance.
Le gare di ultraciclismo su strade aperte al traffico hanno la caratteristica di non avere un percorso segnalato e/o dedicato. L'ultracycler dovrà quindi unire le doti ciclistiche a quelle di orientamento e lettura carta stradale.

## Regole principali
Le regole principali della specialità sono dettate dalla WUCA (World Ultra-Cycling Association, precedentemente nota come UMCA - Ultra Marathon Cycling Association).
Le principali regole della disciplina sono:
- divieto di scia (sia con atleti che con altri veicoli)[4];
- divieto di uscita dal percorso (valevole per le gare su strada, non per le prove in circuito chiuso)[4];
- rispetto del codice della strada (valevole per le gare su strada, non per le prove in circuito chiuso)[4];

L'aspetto qualificante delle competizioni di ultraciclismo è la distanza percorsa, tuttavia nella valutazione della difficoltà della singola competizione intervengono anche elementi legati al particolare contesto in cui essa si svolge.
L'associazione UMCA prevede anche il riconoscimento di "primati-record" certificati su percorsi prestabiliti (da capitale a capitale, attraversamento Nord-Sud o Ovest-Est di uno stato, da città a città).

## Gare estere
La maggior parte delle manifestazioni è regolata dal calendario della UMCA (Ultra Marathon Cycling Association) che rimane l'associazione di riferimento a livello mondiale.
Le principali gare di ultraciclismo presenti al mondo sono:

### Stati Uniti d'America
- RAAM - Race across America[9]: coast to coast dalla costa pacifica a quella atlantica, con un percorso di oltre 5.000 km;

### Europa
- North Cape - Tarifa

### Irlanda
- RAI - Race around Ireland[10]: giro di Irlanda in soluzione unica, per un totale di 2.150 km.

### Svizzera
- Tortour - non stop around Switzerland[11]: giro di Svizzera in soluzione unica, per un totale di 1.100 km;

### Austria
- RATA - Race across the Alps[12]: un percorso di oltre 500 km tra Italia, Austria e Svizzera.
- Race around Austria[13]: giro di Austria in soluzione unica, per un totale di 2.200 km.

### Germania
- Race across Germany[14]: attraversata Nord - Sud della Germania in soluzione unica, per un totale di 1.100 km.

### Spagna
- 24h Cyclotour Calafat[15]: gara di 24 ore nel circuito di Calafat.

### Francia
- Raid Extreme Vosgien[16]: partenza da Luxeuil, ha nel suo percorso le più celebri salite del massiccio del Vosgi.
- Raid Provence Extreme[17]: un percorso di 580 km, tra il Mont Ventoux e la Montagna di Lure, in Francia.
- Tour du Mont Blanc[18]: con partenza in Francia, la gara si svolge al confine tra Italia, Francia e Svizzera, sul massiccio del Monte Bianco.

### Islanda
- WOW Cyclothon[19]: giro di Islanda in soluzione unica, per un totale di 1.358 km.

### Slovenia
- DOS-RAS Race around Slovenia[20]: giro di Slovenia in soluzione unica, per un totale di 2.500 km.

### India
- Delhi - Shimla - Delight[21]
- The Deccan Cliffhanger[22]
- Ultra BOB - Bangalore - Ooty - Bangalore[23].

### Venezuela
- Race across Venezuela

### Russia
- Trans-Siberian Extreme[24]: Attraversata della Russia a tappe da Mosca a Vladivostok.

## Gare italiane
Nel biennio 2010 - 2012 in Italia vi è stato un primo tentativo di importazione della disciplina con l'introduzione della 24h del Montello una 24 ore su circuito designata come prova unica per la nomina del Campione Italiano di Ultracycling.
Negli anni successivi sono nate:
- Adriatic Marathon Ultracycling Challenge[26]  - gara di 1220 km e circa 7000 m di dislivello positivo con partenza ed arrivo a Francavilla al Mare (CH); si svolge sulla costa adriatica ed attraversa le regioni di Abruzzo, Molise e Puglia;
- Race Across Italy[27]  - attraversata orizzontale dell'Italia da est a ovest e ritorno, per un totale di oltre 800 km;
- D+ Ultracycling Dolomitica[28] ultracyclingdolomitica.com - oltre 600 km all'interno del complesso montuoso delle Dolomiti, con partenza da Cison di Valmarino (TV) (gara dedicata alla memoria di Vito Favero[28]);
- D+ Ultracycling 3Confini[29]  - 490 km di percorso con partenza da Gemona del Friuli (UD) sui territori di Italia, Austria e Slovenia.
- Dolomitics24[30] - la prima 24 ore su circuito (anello di 28 km) in ambiente montano, con partenza da Tesero (TN).
- 12hr Cycling Marathon | Monza[31]  - gara di 12 ore sul circuito di Formula 1 di Monza (MB).
- 12hr Cycling Marathon | Misano[31]  - gara di 12 ore sul circuito motociclistico di Misano Adriatico (RN).
- Romagna Ultra Race | Forlì[32] - gara con due possibili percorsi: RUR 310, percorso di 310 km, con circa 7000 m di dislivello; RUR 550, percorso di 550 km, con circa 14000 m di dislivello: partenza e arrivo a Forlì, al velodromo Glauco Servadei.
- UltrApuane[33]: inserita nell'Ultracycling Italia Challenge, la prima edizione si terrà il 28 agosto 2020. Due i percorsi previsti, Experience (350 km, 7000m di dislivello) e Challenge (750km, 17000m di dislivello).
- Xtreme 24, a Sacile, gara su circuito da 22,5 km, inserita nell'Italia Time Trial Cup.
- Time Trial[34], a San Pietro di Feletto, gara "timed" sul modello della 24 Ore del Montello, inserita nell'Italia Time Trial Cup.

## Ultracycling Italian Championship - Campionato Italiano Ultracycling
Dal 2015 nasce in Italia il primo Campionato Nazionale di Ultracycling al mondo, dall'unione delle due gare presenti in calendario per quell'anno (Race across Italy e D+ Ultracycling Dolomitica).
Nel 2016 il Ultracycling Italian Championship - Campionato Italiano Ultracycling si arricchisce di una terza gara, la D+ Ultracycling 3Confini.
Dal 2019 l'Ultracycling Italian Championship cambia denominazione in Ultracycling Italia Cup, mentre il titolo di Campione Nazionale viene assegnato su prova singola in occasione della 24 Ore del Montello. Per le gare in circuito nasce l'Italian Time Trial Cup, che assegna titoli nelle categorie riconosciute WUCA: 6, 12 e 24 ore. 
Nel 2020 al campionato maggiore si affianca l'Ultrafondo Cup, dedicata ai percorsi tra 300 e 400 km. Lo stesso anno la 24 Ore del Montello è designata dalla World Ultra-Cycling Association come prova unica per l'assegnazione dei titoli Europei 12 e 24 ore.